# Listă de lanțuri muntoase
Prezenta pagină este o listă de lanțuri montane, ordonate după numele continentului.

## Africa
- Munții Atlas
- Munții Drakensberg
- Kilimanjaro

## America

### America de Nord
- Madrean Sky Islands
- Munții Alaska
- Munții Apalași
- Munții Stâncoși

### America de Sud
- Anzii Cordilieri

## Asia
- Munții Altai
- Munții Himalaya
- Munții Hindukush
- Munții Jablonovi
- Munții Kunlun
- Munții Pamir
- Munții Tian-Shan
- Munții Sajan
- Munții Stanovoi
- Munții Verhojansk

## Europa
- Munții Alpi
- Munții Apenini
- Munții Carpați
- Munții Castiliei
- Munții Caucaz
- Munții Dinarici
- Munții Dolomiți
- Munții Grampieni
- Munții Pădurea Neagră
- Munții Penini
- Munții Pirinei
- Munții Scandinaviei
- Munții Scoției de Nord
- Munții Scoției de Sud
- Munții Ural
- Munții Velebit
- Munții Zagros